# Mylochromis lateristriga
Mylochromis lateristriga är en fiskart som först beskrevs av Günther, 1864.  Mylochromis lateristriga ingår i släktet Mylochromis och familjen Cichlidae. IUCN kategoriserar arten globalt som livskraftig. Inga underarter finns listade i Catalogue of Life.